# Kršćanstvo u 1571.
◄◄ | ◄ | 1568. | 1569. | 1570. | 1571.  | 1572. | 1573. | 1574. | ► | ►►
Arhitektura • Astronomija • Glazba • Kazalište • Kiparstvo • Knjige • Književnost • Kršćanstvo • Medicina • Politika • Pravo • Promet • Slikarstvo • Znanost
Kršćanstvo u 1571.

## Svijet

### Događaji
- Listopadska pobožnost

## Vanjske poveznice
|  | Zajednički poslužitelj ima još gradiva o temi Kršćanstvo u 1571. |